# Clubiona rileyi
Clubiona rileyi este o specie de păianjeni din genul Clubiona, familia Clubionidae, descrisă de Gertsch, 1941. Conform Catalogue of Life specia Clubiona rileyi nu are subspecii cunoscute.